# Fichtenbruch
Fichtenbruch war ein Ort im ostpreußischen Kreis Braunsberg. Seine Ortsstelle liegt heute im Gebiet der Gmina Płoskinia (Landgemeinde Plaßwich) im Powiat Braniewski der polnischen Woiwodschaft Ermland-Masuren.
Die Ortsstelle Fichtenbruchs liegt im Nordwesten der Woiwodschaft Ermland-Masuren, 21 Kilometer südöstlich der Kreisstadt Braniewo (Braunsberg).
Fichtenbruch bestand lediglich aus einem kleinen Gehöft und war ein Wohnplatz der Gemeinde Packhausen (polnisch Pakosze), von deren Zentrum es nur 1 Kilometer in nordöstlicher Richtung entfernt war. Packhausen war eine Landgemeinde innerhalb des Amtsbezirks Langwalde (polnisch Długobór).
Kirchlich gehörte Fichtenbruch bis 1945 zur römisch-katholischen Pfarrei Langwalde im damaligen Bistum Ermland, evangelischerseits war es in die evangelische Pfarrkirche Mehlsack in der Kirchenprovinz Ostpreußen der Kirche der Altpreußischen Union eingegliedert.
Mit dem gesamten südlichen Ostpreußen kam Fichtenbruch 1945 in Kriegsfolge zu Polen. Der Ort wurde aber auf polnischer Seite nicht mehr erwähnt, so dass auch keine polnische Bezeichnung vorliegt und der Ort als untergegangen gilt. Seine Ortsstelle im Gebiet der Gmina Płoskinia ist nicht mehr auffindbar.